# Battleford Sud
 (juin 2022).
Si vous disposez d'ouvrages ou d'articles de référence ou si vous connaissez des sites web de qualité traitant du thème abordé ici, merci de compléter l'article en donnant les références utiles à sa vérifiabilité et en les liant à la section « Notes et références ».
Pour les articles homonymes, voir Battleford (homonymie).
Battleford Sud fut une circonscription électorale fédérale de la Saskatchewan, représentée de 1925 à 1935.

## Histoire
La circonscription de Battleford Sud a été créée en 1924 d'une partie de Battleford et de Kindersley. Elle comprenait une partie de la Saskatchewan, bornée par la rivière Saskatchewan Nord, et la réserve amérindienne de Musquito.
Le seul député élu (1925-1935) fut John Vallance, membre du Parti libéral du Canada
Abolie en 1933, elle fut redistribuée parmi Kindersley et The Battlefords.